# Sous-détermination
 (janvier 2021).
La mise en forme du texte ne suit pas les recommandations de Wikipédia : il faut le « wikifier ».
Les points d'amélioration suivants sont les cas les plus fréquents. Le détail des points à revoir est peut-être précisé sur la page de discussion.
- Les titres sont pré-formatés par le logiciel. Ils ne sont ni en capitales, ni en gras.
- Le texte ne doit pas être écrit en capitales (les noms de famille non plus), ni en gras, ni en italique, ni en « petit »…
- Le gras n'est utilisé que pour surligner le titre de l'article dans l'introduction, une seule fois.
- L'italique est rarement utilisé : mots en langue étrangère, titres d'œuvres, noms de bateaux, etc.
- Les citations ne sont pas en italique mais en corps de texte normal. Elles sont entourées par des guillemets français : « et ».
- Les listes à puces sont à éviter, des paragraphes rédigés étant largement préférés. Les tableaux sont à réserver à la présentation de données structurées (résultats, etc.).
- Les appels de note de bas de page (petits chiffres en exposant, introduits par l'outil «  Source ») sont à placer entre la fin de phrase et le point final[comme ça].
- Les liens internes (vers d'autres articles de Wikipédia) sont à choisir avec parcimonie. Créez des liens vers des articles approfondissant le sujet. Les termes génériques sans rapport avec le sujet sont à éviter, ainsi que les répétitions de liens vers un même terme.
- Les liens externes sont à placer uniquement dans une section « Liens externes », à la fin de l'article. Ces liens sont à choisir avec parcimonie suivant les règles définies. Si un lien sert de source à l'article, son insertion dans le texte est à faire par les notes de bas de page.
- La présentation des références doit suivre les conventions bibliographiques. Il est recommandé d'utiliser les modèles {{Ouvrage}}, {{Chapitre}}, {{Article}}, {{Lien web}} et/ou {{Bibliographie}}. Le mode d'édition visuel peut mettre en forme automatiquement les références.
- Insérer une infobox (cadre d'informations à droite) n'est pas obligatoire pour parachever la mise en page.

Pour une aide détaillée, merci de consulter Aide:Wikification.
Si vous pensez que ces points ont été résolus, vous pouvez retirer ce bandeau et améliorer la mise en forme d'un autre article.
En philosophie des sciences, la sous-détermination est l'idée que les preuves dont nous disposons à un moment donné peuvent être insuffisantes pour déterminer quelles théories nous devons défendre en réponses aux preuves. La sous-détermination indique que toutes les preuves sous-déterminent nécessairement toute théorie scientifique. 
Il y a sous-détermination lorsque les preuves disponibles sont insuffisantes pour identifier la théorie que l'on devrait établir sur ces preuves. Par exemple, si tout ce qui était connu était que 10 $ exactement étaient dépensés pour des pommes et des oranges, et que les pommes coûtent 1 $ et les oranges 2 $, alors on en saurait assez pour éliminer certaines possibilités (par exemple, 6 oranges n'auraient pas pu être achetées), mais on n'aurait pas suffisamment de preuves pour savoir quelle combinaison spécifique de pommes et d'oranges a été achetée. Dans cet exemple, on dirait que l'hypothèse de la combinaison achetée est sous-déterminée par les preuves disponibles. 

## Origine
Les sceptiques de Grèce antique parlaient d’équipollence; ce terme indique une situation dans laquelle les raisons pour et contre une position sont également équilibrées. Cela traduit, au moins partiellement, l'idée que certaines positions sont sous-déterminées. 
La question de la sous-détermination (bien que discutée sous d'autres dénominations) se développe à l'époque moderne dans l'œuvre de René Descartes. Parmi d'autres arguments sceptiques, Descartes présente deux arguments impliquant une sous-détermination. Son argument du rêve souligne que les expériences perçues pendant le rêve (par exemple : la chute) ne contiennent pas nécessairement suffisamment d'informations pour en déduire la situation veritable (être au lit). Il en a conclu que, puisque l'on ne peut pas toujours distinguer les rêves de la réalité, on ne peut pas exclure la possibilité que l'on rêve et que nos expériences ne sont pas véridiques ; ainsi la conclusion que l'on a une expérience véridique est sous-déterminée par les preuves. Son argument du Malin génie postule que toutes ses expériences et pensées pourraient être manipulées par un "démon maléfique" très puissant et trompeur. Encore une fois, tant que la réalité perçue nous apparaît cohérente dans les limites de notre capacité (limitée) à identifier une telle cohérence, la situation est indiscernable de la réalité et on ne peut pas logiquement déterminer qu'un tel démon n'existe pas. 

## Sous-détermination et preuve
Pour montrer qu'une conclusion est sous-déterminée, il faut montrer qu'il existe une conclusion rivale qui est également bien étayée par les normes de preuve. Un exemple trivial de sous-détermination est l'ajout de la déclaration «chaque fois que nous recherchons des preuves» (ou plus généralement, toute déclaration qui ne peut pas être falsifiée ). Par exemple, la conclusion "les objets près de la terre tombent vers elle lorsqu'ils tombent" pourrait se voir opposer "les objets près de la terre tombent vers elle lorsqu'ils tombent mais seulement quand on vérifie qu'ils le font". Puisqu'on peut ajouter ceci à n'importe quelle conclusion, toutes les conclusions sont au moins trivialement sous-déterminées. Si l'on considère que de telles déclarations sont illégitimes, par exemple en appliquant le rasoir d'Occam, ces "astuces" ne sont pas considérées comme des démonstrations de sous-détermination. 
Ce concept s'applique également aux théories scientifiques : par exemple, il est aisé de trouver des situations ontologiques qu'une théorie ne distingue pas. Par exemple, la mécanique classique n'a pas fait de distinction entre les référentiels qui ne sont pas en accélération. En conséquence, toute conclusion concernant un tel cadre de référence était sous-déterminée; il est, selon le modèle newtonien, tout aussi cohérent avec la théorie de dire que le système solaire est au repos, qu'il l'est d'affirmer qu'au contraire, il se déplace à n'importe quelle vitesse constante dans n'importe quelle direction particulière. Newton lui-même a déclaré que ces possibilités étaient indiscernables. Plus généralement, les preuves ne sont pas toujours suffisantes pour distinguer les théories concurrentes (ou pour déterminer une théorie différente qui unifiera les deux), comme c'est le cas avec la relativité générale et la mécanique quantique.

## Arguments impliquant une sous-détermination
Les arguments impliquant la sous-détermination tentent de montrer qu'il n'y a aucune raison de croire à une conclusion parce qu'elle est sous-déterminée par des preuves. Ensuite, si les preuves disponibles à un moment donné peuvent être également bien expliquées par au moins une autre hypothèse, il semble qu'il n'y ait aucune raison de croire une hypothèse plutôt que sa rivale. 
Étant donné que les arguments impliquant une sous-détermination impliquent à la fois une allégation sur ce qu'est la preuve mais aussi que cette preuve sous-détermine une conclusion, il est souvent utile de séparer ces deux positions dans l'argument de la sous-détermination comme suit: 
1. Toutes les preuves disponibles sous-déterminent quelle conclusion parmi plusieurs rivales est correcte.
2. Seules les preuves de ce type sont pertinentes pour croire à l'une de ces conclusions.
3. Par conséquent, il n'y a aucune preuve permettant de préférer une conclusion parmi les rivales.

La première prémisse fait valoir qu'une théorie est sous-déterminée. La seconde dit qu'une décision rationnelle (c'est-à-dire l'utilisation des preuves disponibles) dépend de preuves insuffisantes. 

### Problèmeépistémologiquede l'indétermination des données à lathéorie
Tout phénomène peut s'expliquer par une multiplicité d'hypothèses. Comment, alors, les données peuvent-elles être suffisantes pour prouver une théorie? C'est le "problème épistémologique de l'indétermination des données à la théorie".   

### Arguments sceptiques généraux
Certains arguments sceptiques font appel au fait qu'aucune preuve possible ne pourrait être incompatible avec des "hypothèses sceptiques" comme le maintien d'une illusion complexe par le Malin génie de Descartes ou (dans sa version moderne) des machines exécutant la matrice. Un sceptique peut soutenir que cela sape toute prétention à la connaissance, ou même (selon les définitions internalistes), la justification. 
Les philosophes ont trouvé cet argument très puissant. Hume a estimé qu'il était impossible de répondre, mais a fait observer qu'il était pratiquement impossible d'accepter ces conclusions. Influencé par ce fait, Kant a soutenu que si la nature du monde « nouménal » était en effet inconnaissable, nous pouvions aspirer à la connaissance du monde « phénoménal ». Une réponse similaire a été préconisée par les anti-réalistes modernes. 
Les idées sous-déterminées ne sont pas supposées être incorrectes (en tenant compte des preuves actuelles); au contraire, nous ne pouvons pas savoir si elles sont correctes. 

### Philosophie des sciences
Dans la philosophie des sciences, la sous-détermination est souvent présentée comme un problème pour le réalisme scientifique, qui soutient que nous avons des raisons de croire en des entités qui ne sont pas directement observables (comme les électrons) dont parlent les théories scientifiques. Un de ces arguments procède comme suit (à comparer avec le précédent): 
1. Toutes les preuves observationnelles disponibles pour de telles entités sous-déterminent les affirmations d'une théorie scientifique sur ces entités.
2. Seules les preuves observationnelles sont pertinentes pour croire à une théorie scientifique.
3. Par conséquent, rien ne permet de croire ce que disent les théories scientifiques sur ces entités.

Des réponses particulières à cet argument attaquent à la fois la première et la seconde prémisse (1 et 2). Il est soutenu contre la première prémisse que la sous-détermination doit être forte et / ou inductive. Il est opposé à la deuxième prémisse qu'il existe des preuves de la vérité d'une théorie en plus des observations; par exemple, on soutient que la simplicité, le pouvoir explicatif ou une autre caractéristique d'une théorie sont des preuves pour cette théorie face aux théories rivales. 
Une réponse plus générale du réaliste scientifique est de faire valoir que la sous-détermination n'est pas un problème particulier pour la science, car, comme indiqué plus haut dans cet article, toutes les connaissances qui sont directement ou indirectement étayées par des preuves en souffrent - par exemple, les conjectures concernant les observables non-observés. C'est donc un argument trop puissant pour avoir une signification dans la philosophie des sciences, car il ne met pas en doute uniquement les conjectures inobservables.